# Alberta Research Council

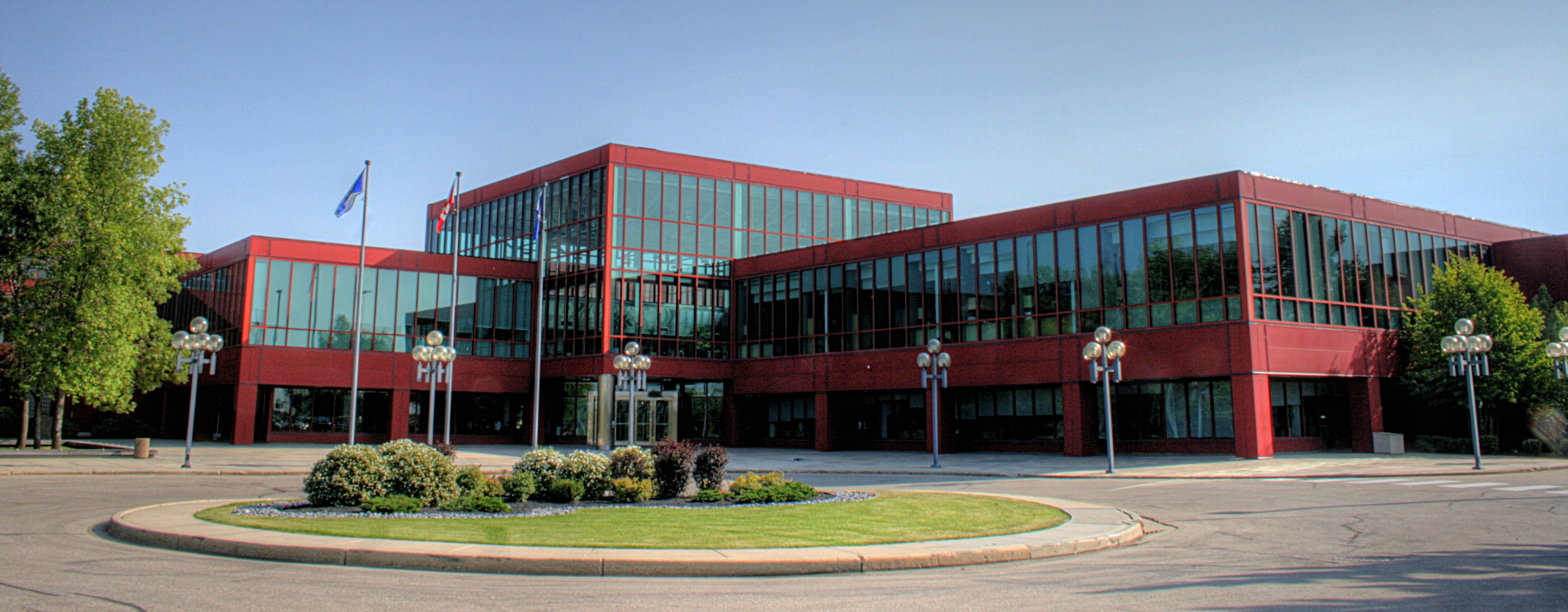
Das Alberta Research Council Gebäude

Das Alberta Research Council (ARC) ist ein Forschungsinstitut der Provinzregierung von Alberta, Kanada. Das Forschungs- und Entwicklungszentrum wird von der Provinzregierung finanziert. Im Januar wurde das Institut in Alberta Innovates - Technology Futures umbenannt. 

## Geschichte
Als das Ergebnis einer Initiative, eröffnete  Henry Marshall Tory das ARC Forschungszentrum im Jahre 1921, als das  Alberta Council of Scientific and Industrial Research
Zwischen 1921 und 1940 wurden vorwiegend Forschungen in geologischen Bereichen der Provinz durchgeführt. Der Fokus lag auf die Gewinnung von Öl aus Kohle und Ölsand. Die Gewinnung aus Kohle hat sich nicht durchgesetzt. So wurden die Forschungen auf die Gewinnung von Öl aus Ölsand vorangetrieben. Der kanadische Chemiker Karl A. Clark entwickelte 1948 ein Patent, mit dem man das Öl aus den Ölsandvorkommen gewinnen konnte.  

## Forschungsbereiche
Das Forschungszentrum konzentriert sich vorwiegend auf den Energiesektor. Darunter fallen Chemische, Biologische, Nanotechnologie Forschungen. 